# Zübük
Zübük – satyryczna powieść tureckiego pisarza Aziza Nesina, opublikowana w 1961 roku. Należy do najbardziej znanych tekstów prozatorskich Nesina. Na podstawie powieści Kartal Tibet wyreżyserował w 1980 r. film pod tym samym tytułem.

## Treść
Bohaterem powieści jest prowincjonalny spryciarz, Ibrahim Zübükzade, który korzystając z państwowej polityki demokratyzacji, próbuje zrobić karierę. Chcąc zdobyć dla siebie stanowisko burmistrza oraz korzystając z prowincjonalnej beznadziejności, próbuje zaimponować innym mieszkańcom miasteczka opowieściami o tym, że zna najważniejszych polityków w kraju i za granicą.
Powieść, przedstawiająca w krzywym zwierciadle małomiasteczkową mentalność i karierowiczostwo, składa się z 18 odrębnych opowiadań, które naświetlają opowiadaną historię z różnych punktów widzenia, oraz trzech listów nauczyciela języka niemieckiego, relacjonującego wydarzenia swojemu przyjacielowi. Po sukcesie powieści, tytuł Zübük nosiło wydawane od 1962 r. przez Nesina pismo satyryczne.
Powieść nie była dotychczas tłumaczona na język polski.